# Єрн Ренценбрінк
Єрн Ренценбрінк (нім. Jörn Renzenbrink; нар. 17 липня 1972) — колишній німецький тенісист.
Найвищу одиночну позицію світового рейтингу — 70 місце досяг 12 вересня 1994, парну — 153 місце — 17 липня 1995 року.
Здобув 2 одиночні та 1 парний титул.
Найвищим досягненням на турнірах Великого шолома було 4 коло в одиночному розряді.
Завершив кар'єру 2003 року.

## Фінали турнірів ATP за кар'єру

### Одиночний розряд: 1 (1 поразка)
| Легенда                         |
| ------------------------------- |
| Турніри Великого шлема (0–0)    |
| Фінали Світового туру ATP (0–0) |
| Серія Мастерс ATP (0–0)         |
| Серія турнірів ATP (0–0)        |
| Світова серія ATP (0–1)         |

| Фінали за покриттям |
| ------------------- |
| Тверде (0–1)        |
| Ґрунт (0–0)         |
| Трава (0–0)         |
| Килим (0–0)         |

| Фінали за типом корту |
| --------------------- |
| Відкритий корт (0–1)  |
| Закритий корт (0–0)   |

| Результат | В-П | Дата     | Турнір               | Рівень        | Покриття | Суперник      | Рахунок            |
| --------- | --- | -------- | -------------------- | ------------- | -------- | ------------- | ------------------ |
| Поразка   | 0–1 | Кві 1994 | Сеул, Південна Корея | Світова серія | Тверде   | Джеремі Бейтс | 4–6, 7–6(7–5), 3–6 |

### Парний розряд: 1 (1 перемога)
| Легенда                         |
| ------------------------------- |
| Турніри Великого шлема (0–0)    |
| Фінали Світового туру ATP (0–0) |
| Серія Мастерс ATP (0–0)         |
| Серія турнірів ATP (0–0)        |
| Світова серія ATP (1–0)         |

| Фінали за покриттям |
| ------------------- |
| Тверде (0–0)        |
| Ґрунт (0–0)         |
| Трава (1–0)         |
| Килим (0–0)         |

| Фінали за типом корту |
| --------------------- |
| Відкритий корт (1–0)  |
| Закритий корт (0–0)   |

| Результат | В-П | Дата     | Турнір       | Рівень        | Покриття | Партнер      | Суперники                | Рахунок  |
| --------- | --- | -------- | ------------ | ------------- | -------- | ------------ | ------------------------ | -------- |
| Перемога  | 1–0 | Лип 1995 | Ньюпорт, США | Світова серія | Трава    | Маркус Цюкке | Пол Кілдеррі Нуно Маркес | 6–1, 6–2 |

## Фінали ATP Челленджер і ITF Ф'ючерс

### Одиночний розряд: 4 (2–2)
| Легенда              |
| -------------------- |
| ATP Челленджер (2–2) |
| ITF Ф'ючерс (0–0)    |

| Фінали за покриттям |
| ------------------- |
| Тверде (1–2)        |
| Ґрунт (0–0)         |
| Трава (0–0)         |
| Килим (1–0)         |

| Результат | В-П | Дата     | Турнір                    | Рівень     | Покриття | Суперник        | Рахунок       |
| --------- | --- | -------- | ------------------------- | ---------- | -------- | --------------- | ------------- |
| Поразка   | 0–1 | Сер 1992 | Сеговія, Іспанія          | Челленджер | Тверде   | Гійом Рау       | 6–7, 6–7      |
| Перемога  | 1–1 | Гру 1993 | Андорра-ла-Велья, Андорра | Челленджер | Тверде   | Роналд Ейдженор | 6–4, 5–7, 6–3 |
| Поразка   | 1–2 | Гру 1994 | Кельн, Німеччина          | Челленджер | Тверде   | Карстен Браш    | 4–6, 4–6      |
| Перемога  | 2–2 | Лис 1995 | Аахен, Німеччина          | Челленджер | Килим    | Мартін Дамм     | 5–7, 6–3, 6–4 |

### Парний розряд: 2 (0–2)
| Легенда              |
| -------------------- |
| ATP Челленджер (0–2) |
| ITF Ф'ючерс (0–0)    |

| Фінали за покриттям |
| ------------------- |
| Тверде (0–1)        |
| Ґрунт (0–0)         |
| Трава (0–1)         |
| Килим (0–0)         |

| Результат | В-П | Дата     | Турнір             | Рівень     | Покриття | Партнер      | Суперники                     | Рахунок       |
| --------- | --- | -------- | ------------------ | ---------- | -------- | ------------ | ----------------------------- | ------------- |
| Поразка   | 0–1 | Гру 1994 | Кельн, Німеччина   | Челленджер | Тверде   | Пет Кеш      | Александр Мронц Удо Ріглевскі | 4–6, 2–6      |
| Поразка   | 0–2 | Чер 1995 | Annenheim, Австрія | Челленджер | Трава    | Карстен Браш | Дієго Наргісо Ніколас Перейра | 7–6, 4–6, 6–7 |

## Часовий графік результатів
| W | Ф | ПФ | ЧФ | #Р | КТ | К# | DNQ | A | NH |

### Одиночний розряд
| Турніри Великого шлему                 |     |     |     |     |     |        |      |     |
| Відкритий чемпіонат Австралії з тенісу |     | 1р  | 3р  | 1р  | К1р | 0 / 3  | 2–3  | 40% |
| Відкритий чемпіонат Франції з тенісу   |     | 1р  | 1р  | 1р  | К1р | 0 / 3  | 0–3  | 0%  |
| Вімблдонський турнір                   |     | К1р | 2р  | 1р  | 1р  | 0 / 3  | 1–3  | 25% |
| Відкритий чемпіонат США з тенісу       | К2р |     | 4р  |     | К1р | 0 / 1  | 3–1  | 75% |
| В-П                                    | 0–0 | 0–2 | 6–4 | 0–3 | 0–1 | 0 / 10 | 6–10 | 38% |
| Тур ATP Мастерс 1000                   |     |     |     |     |     |        |      |     |
| Гамбург                                |     | 2р  | 2р  | 2р  | 1р  | 0 / 4  | 3–4  | 43% |
| Рим                                    |     |     |     | К1р |     | 0 / 0  | 0–0  | –   |
| Мастерс Канада                         |     |     |     |     | 1р  | 0 / 1  | 0–1  | 0%  |
| Париж                                  |     |     | К2р |     |     | 0 / 0  | 0–0  | –   |
| В-П                                    | 0–0 | 1–1 | 1–1 | 1–1 | 0–2 | 0 / 5  | 3–5  | 38% |